# Groupe La République du Centre
Le groupe La République du Centre est un groupe de presse et de média français basé à Saran dans le département du Loiret et la région Centre-Val de Loire.
Le groupe, créé en 1994, publie notamment trois journaux d'informations locales dont le quotidien de la presse quotidienne régionale La République du Centre.
Il est contrôlé depuis 2010 par le groupe de média français Centre France basé à Clermont-Ferrand (Puy-de-Dôme).

## Géographie
Le siège du groupe est situé à Orléans.

## Histoire
À l'origine, le groupe est constitué en société anonyme à participation ouvrière, dont le capital est détenu pour un tiers par les salariés à travers une coopérative de main d'œuvre qui désigne trois de ses membres au conseil d'administration et des actionnaires de capital qui désignent neuf administrateurs. Les trois principaux actionnaires de capital (90 % des actions de capital) sont regroupés en 1994 dans un holding nommé société de participation de La République du Centre (SOPAREP). Il est détenu à 36 % par la société de participation des amis de La République du Centre que préside Jacques Camus, à 36 % par le groupe Centre France et à 27 % par le Groupe Nouvelle République du Centre-Ouest (NRCO).
En avril 2010, le Groupe Centre France prend le contrôle du groupe en augmentant sa participation à hauteur de 70 %.

## Activités
Le groupe La République du Centre comprend : un journal quotidien d'informations locales, La République du Centre ; deux hebdomadaires d'informations locales, L'Éclaireur du Gâtinais (via sa filiale Société montargoise d'édition) et Le Courrier du Loiret ; deux sites web, www.larep.fr et www.lecourrier.fr ; des participations dans trois hebdomadaires d'annonces gratuites, Publi 7-45, Paru-Vendu Orléans, Publi 45 ; une régie publicitaire Alliance média ; une société de portage de journaux Portage Service ; une participation dans l'imprimerie de presse  Roto Centre de Saran.

## Diffusion
Le tableau ci-dessous présent les chiffres concernant la diffusion des titres du groupe en 2011 :
| Titre                                                                 | Tirage       | Diffusion (payée) | Diffusion (totale) |
| --------------------------------------------------------------------- | ------------ | ----------------- | ------------------ |
| La République du Centre                                               | 45 979       | 39 905            | 41 951             |
| L'Éclaireur du Gâtinais                                               | 19 976       | 17 078            | 17 535             |
| Le Courrier du Loiret                                                 | 8 330        | 7 107             | 7 387              |
| Publi 45                                                              | env. 100 000 |                   |                    |
| Paru vendu Orléans (2010)                                             | env. 60 000  | -                 | -                  |
| Publi 7 45                                                            | env. 40 000  | -                 | -                  |
| Source : Diffusion des titres de la presse française, association OJD |              |                   |                    |